# Djebel Serj

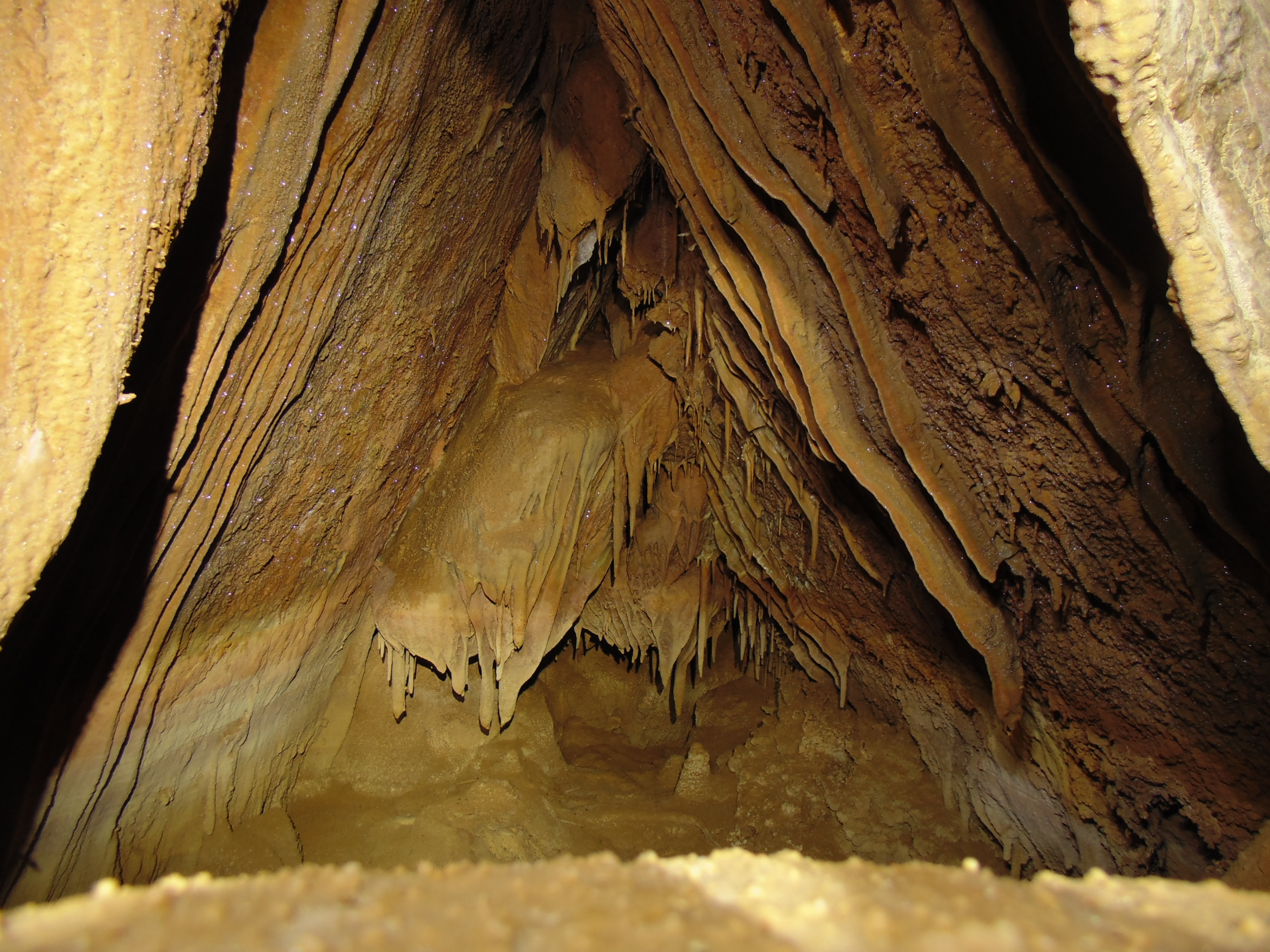
Höhle im Djebel Serj

Der Djebel Serj (arabisch جبل السرج; deutsch: ‚Sattelberg‘) ist ein maximal 1357 m hoher Bergzug im Norden Tunesiens.

## Lage
Der etwa 35 km lange Bergzug des Djebel Serj befindet sich etwa 20 km (Luftlinie) südöstlich der Provinzhauptstadt Siliana. Im Nordwesten ist ihm der 1266 m hohe Djebel Bargou vorgelagert. Nur etwa 6 km nordwestlich des Djebel Serj befindet sich der Stausee Barrage Lakhmes.

## Geologie
Das von Südwesten nach Nordosten verlaufende Kalkstein-Gebirge zählt zu den zahlreichen östlichen Ausläufern des Atlasgebirges, die in Tunesien auch als Dorsale bezeichnet werden.

## Besteigung
Eine Besteigung des Bergzugs ist möglich; sie wird jedoch wegen der vorherrschenden Hitze nur selten unternommen. In den Flanken des Berges befinden sich viele Grotten und Höhlen, in denen auch Fledermäuse Unterschlupf finden.

## Naturschutzgebiet
Im Jahr 2010 wurden ca. 1720 ha des Gebiets des Djebel Serj als Naturschutzgebiet ausgewiesen. Die vorherrschenden Pflanzen wie Aleppo-Kiefern, Kermes-Eichen, Johannisbrotbäume und Thujen sind klein- oder hartblättrig; aber auch etwa 100 Bäume des in Nordafrika seltenen Französischen Ahorns kommen vor. In den Wäldern leben Wildschweine und Füchse; seltener sind Schakale und Streifenhyänen.